# Famille Le Forestier de Vendeuvre
La famille Le Forestier de Vendeuvre, anciennement Le Forestier, est une famille de la noblesse française subsistante.

## Patronyme
Ce patronyme suggère un nom de métier pour origine.

## Histoire

Le Cotentin

Gustave Chaix d'Est-Ange écrit que l'on trouve un porteur de ce nom en 1173. La filiation suivie débute à partir de 1371 avec Robert Le Forestier, écuyer, seigneur d'Osseville et de Mobecq, dans le Cotentin.
Cette famille est composée de deux branches : la branche de Vendeuvre qui est subsistante et la branche d'Osseville qui est éteinte.

## Personnalités
- Louis Le Forestier (1784-1857), maire de Caen (1824-1830)
- Augustin Le Forestier de Vendeuvre (1786-1862), maire de Caen (1816-1824), préfet d'Ille-et-Vilaine (1825) puis de Moselle (1830)
- Raymond Leforestier de Vendeuvre (1813-1887), général de brigade, commandant militaire de la place de Caen (1872-1875), député du Calvados (1877-1881)

## Demeures & châteaux
- Château de Vendeuvre

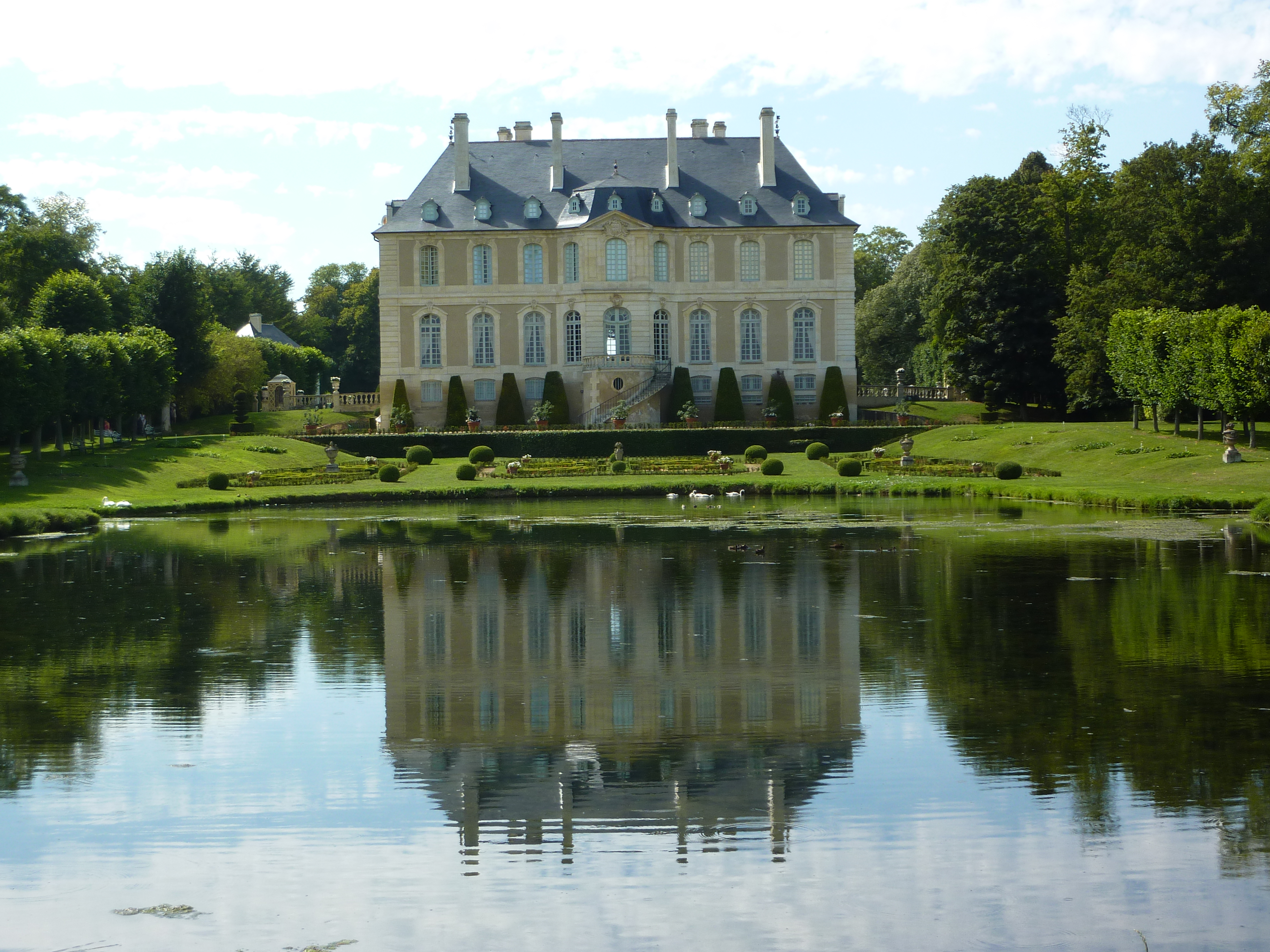
Le château de Vendeuvre

## Pour approfondir